# 张文驹
张文驹（1933年10月—），男，河南三门峡人，中华人民共和国政治人物，曾任地质矿产部副部长，第八、九届全国政协委员。